# Erzbistum Toledo
Das Erzbistum Toledo (lateinisch Archidioecesis Toletana, spanisch Archidiócesis de Toledo) ist ein Erzbistum der römisch-katholischen Kirche mit Sitz in der kastilischen Stadt Toledo. Seit 2019 ist Francisco Cerro Chaves Erzbischof der Diözese.

## Geschichte
Das Bistum wurde im 1. Jahrhundert gegründet und ist seit dem 4. Jahrhundert Erzbistum. Besondere Bedeutung erlangte der Bischofssitz im Westgotenreich. Hier fanden 18 Reichskonzile statt, unter anderem das 3. Konzil von Toledo 589, auf welchem der Wechsel vom arianischen zum katholischen Glauben beschlossen und erstmals das Filioque in das Glaubensbekenntnis eingefügt wurde.
Unter der Herrschaft des Westgotenkönigs Gundemar erklärte im Jahre 610 eine Provinzialsynode die Reichshauptstadt Toledo zum Metropolitansitz der Kirchenprovinz Carthaginiensis. Dieser Schritt war politisch bedingt. Denn Gundemar bekämpfte die Byzantiner, in deren Hand sich Cartagena, der frühere Metropolitansitz, befand. Das 12. Konzil von Toledo bestätigte 681 den Vorrang des Erzbischofs von Toledo vor den übrigen Bischöfen des Reiches. Seit dieser Zeit ist mit dem Erzbischof von Toledo bis in die heutige Zeit der Titel des Primas von Spanien verbunden.
Auch zur Zeit maurischer Herrschaft behielt der Metropolit seine Bedeutung. So wird Ende des 8. Jahrhunderts Erzbischof Elipandus von Toledo der wichtigste Vertreter des spanischen Adoptianismus. Von 1540 bis 1920 wurde der Titel des Patriarchen von Westindien getragen.
Traditionell wurden, mit wenigen Ausnahmen, die Erzbischöfe von Toledo ab der Mitte des 16. Jahrhunderts auch in das Kardinalskollegium aufgenommen.

Wappen des Erzbistums
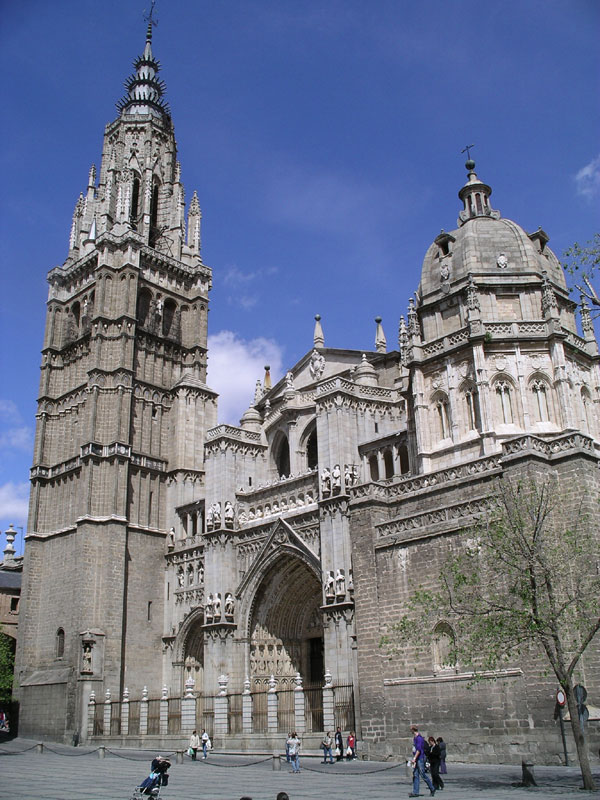
Kathedrale von Toledo

## Historische Suffraganbistümer
Im 15. Jahrhundert unterstanden der kirchlichen Jurisdiktion des Erzbistums Toledo folgende Bistümer:
- Bistum Palencia
- Bistum Osma
- Bistum Segovia
- Bistum Sigüenza
- Bistum Cuenca
- Bistum Córdoba
- Bistum Jaén